# Historisch wertvolle Schiffe in Schweden

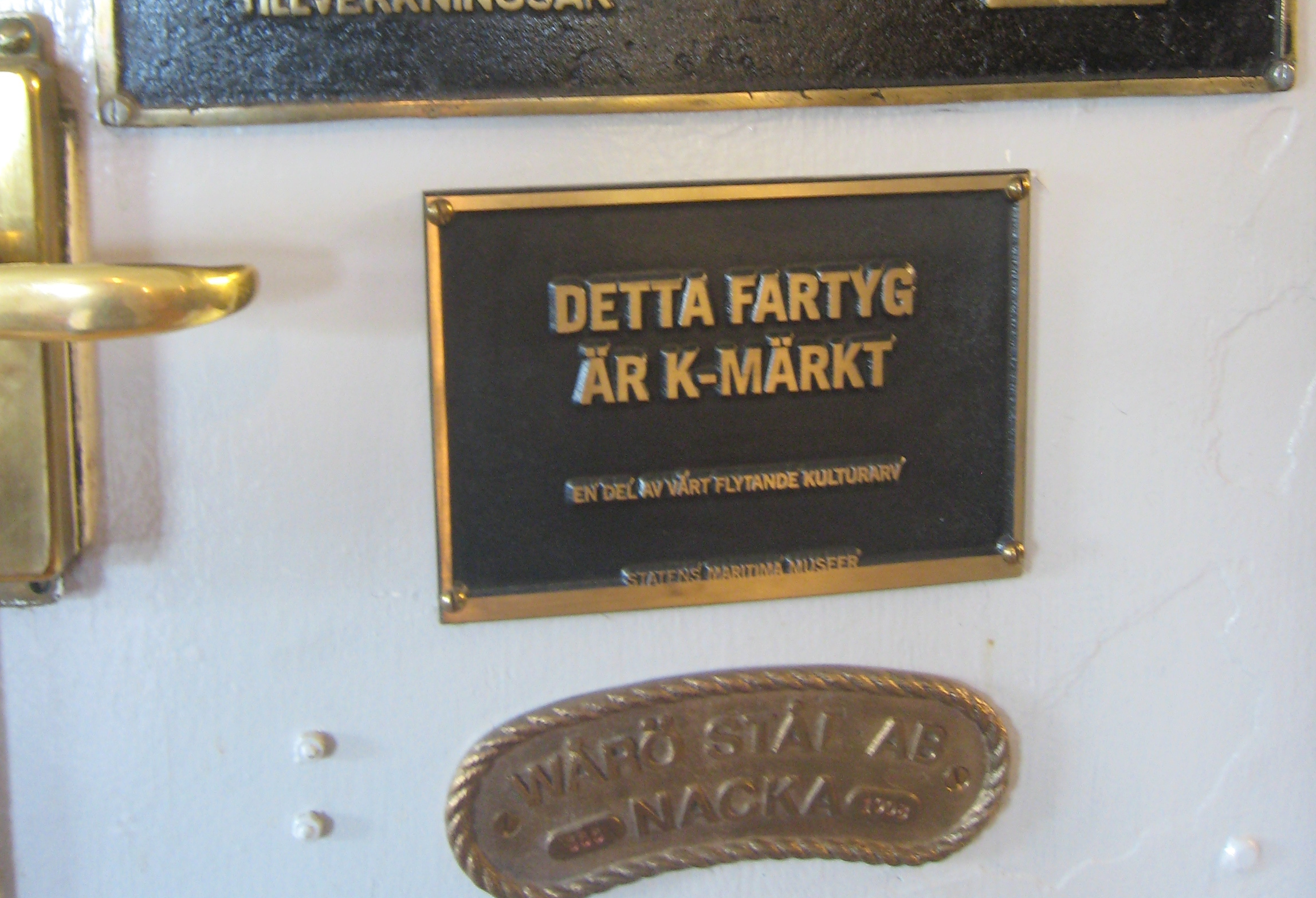
Kennzeichnung für historisch wertvolles Schiff

Historisch wertvolle Schiffe in Schweden werden seit 2001 von den Statens maritima museer (deutsch staatliche Schifffahrtsmuseen) bewertet. Die Bewertung basiert auf einer Einschätzung der Qualität des Schiffes als Quelle für die Geschichte der schwedischen Schifffahrt. Die Schiffe werden mit einer sogenannten K-Kennzeichnung (schwedisch Kulturmärkning oder K-märkning) versehen.

## Kriterien für die K-Kennzeichnung

### Kriterien für Nutzfahrzeuge
Die K-Kennzeichnung von Nutzfahrzeugen erfolgt nach Grundsätzen, die von den staatlichen Schifffahrtsmuseen in Zusammenarbeit mit der Sveriges Segelfartygsförening (deutsch schwedische Segelfahrzeugvereinigung) und der Sveriges Ångbåtsförening (deutsch schwedische Dampfschiffsvereinigung) entwickelt wurden.
Die K-Kennzeichnung hat keine rechtliche Bedeutung wie etwa eine Einstufung nach den gesetzlichen Regeln für Byggnadsminne (deutsch Baudenkmal) durch eine Verwaltungsbehörde oder die Klassifizierung als Traditionsschiff durch das Sjöfartsverket (Schwedisches Zentralamt für das Schifffahrtswesen).
Die staatlichen Schifffahrtsmuseen kennzeichnen Schiffe im kommerziellen Verkehr, die sie für kulturhistorisch relevant halten. Bis Mai 2010 wurden mehr als einhundert Schiffe mit einem K-Prüfzeichen versehen, darunter Fahrgastschiffe, Segelboote, Schlepper, Motorboote, Torpedoboote, Passagierfähren, eine Autofähre (Kalmar SUN VIII), zwei Lotsenschiffe und ein Ausflugsboot (Paddan 4 aus Göteborg).
Von Anfang an wurde festgelegt, dass Schiffe, die mit einem K-Prüfzeichen versehen werden, größere Boote sind, die folgende Kriterien erfüllen:
- mindestens 12 Meter lang und 4 Meter breit
- älter als 50 Jahre (mit Ausnahmen)
- gebaut in Schweden oder im Dauerverkehr unter schwedischer Flagge.

Ab 2006 wurden die Kriterien überarbeitet, um auch kleinere Boote zu berücksichtigen, die in der professionellen Schifffahrt eingesetzt wurden. Viele Schlepper sind beispielsweise keine vier Meter breit.

### Kriterien für Sportboote
Um als Sportboot eine K-Kennzeichnung zu erhalten, muss ein Boot ursprünglich als Ausflugsboot in Schweden gebaut und vor 1965 zum ersten Mal in Dienst gewesen sein oder von einem schwedischen Bootdesigner gezeichnet worden sowie regelmäßig im Land Schweden eingesetzt sein oder auf andere Weise einen Erhaltungswert für die schwedische Geschichte haben. Darüber hinaus werden Anforderungen an einen guten und seetüchtigen Zustand, an Authentizität und eine gut dokumentierte Geschichte gestellt.

## Klassifizierung als Traditionsschiff
Die K-Kennzeichnung ist nicht gleichbedeutend mit der Klassifizierung von Traditionsschiffen, obwohl die Kriterien für den Einsatz von Schiffen mit K-Kennzeichnung ähnlich sind und Anträge auf demselben Antragsformular gestellt werden können. Die Klassifizierung als Traditionsschiffe wird von Sjöfartsverket vorgenommen und hat rechtliche Bedeutung. Im Mai 2007 wurden 55 Schiffe als Traditionsschiffe eingestuft.